# Альбинус, Йенс
Йенс Альбинус (дат. Jens Albinus, род. 3 января 1965 года в Богенсе) — датский актёр.

## Биография
В 1989 году Альбинус окончил актёрскую школу при театре Орхуса и после этого играл в театре. С 1996 года он начал сниматься в кино и на телевидении. Первой громкой ролью Альбинуса стал Стоффер в «Идиотах» Ларса фон Триера, фильме, снятом в рамках манифеста «Догма 95». Персонаж Альбинуса был лидером коммуны, члены которой на публике симулируют умственную отсталость, чтобы раскрыть в себе так называемого внутреннего идиота. «Идиоты» стали крупным событием в кинематографическом мире и попали в конкурсную программу Каннского кинофестиваля.
В фильме «Скамейка» Пера Флю Альбинус исполнил высоко отмеченную критиками второстепенную роль психически больного «вечного студента». За роль нейрохирурга Рихарда Мальмроса в фильме «Знать правду» Альбинус был удостоен обеих национальных датских кинонаград — «Бодиль» и «Роберт» — в номинации лучшему актёру. Общенациональную известность актёру принесла главная роль в криминальном телесериале «Орёл» (Ørnen ), три сезона которого с успехом демонстрировались с 2004 по 2006 год.
Благодаря худобе и высокому росту Альбинус обладает выразительной внешностью. Он наиболее известен исполнением ролей странных, внутренне противоречивых, одержимых какой-то идеей персонажей.
С 1999 года Альбинус поставил несколько театральных спектаклей по собственным пьесам.
В 2002 году дебютировал как телережиссёр экранизацией романа Мишеля Уэльбека «Расширение пространства борьбы» (Udvidelse af kampzonen).

## Избранная фильмография
| Год  |   | Русское название          | Оригинальное название   | Роль                                     |
| ---- | - | ------------------------- | ----------------------- | ---------------------------------------- |
| 1996 | ф | Антон                     | Anton                   | Учитель                                  |
| 1996 | ф | Портленд                  | Portland                | Карстен                                  |
| 1996 | ф | Пивовар (мини-сериал)     | Bryggeren               | Ханс Кристиан Андерсен                   |
| 1998 | ф | Идиоты                    | Idioterne               | Стоффер                                  |
| 2000 | ф | Танцующая в темноте       | Dancer in the Dark      | Морти                                    |
| 2000 | ф | Скамейка                  | Bænken                  | Ким                                      |
| 2002 | ф | Знать правду              | At kende sandheden      | Рихард Мальмрос                          |
| 2004 | ф | В твоих руках             | Forbrydelser            | Карстен                                  |
| 2004 | ф | Орёл                      | Ørnen                   | Хальмгрим Эрн Хальгримссон               |
| 2006 | ф | Самый главный босс        | Direktøren for det hele | Самый главный босс / Кристофер / Свен Э. |
| 2010 | ф | Всё будет снова хорошо    | Alting bliver godt igen | Якоб Фальк                               |
| 2013 | ф | Правительство (3-й сезон) | Borgen                  | Йон Бертельсен                           |
| 2013 | ф | Нимфоманка                | Nymphomaniac            |                                          |
| 2015 | ф | Росита                    | Rosita                  | Ульрик                                   |
| 2018 | ф | Счастливчик Пер           | Lykke-Per               | Эберхарт Сидениус                        |